# Веслування на байдарках і каное на літніх Олімпійських іграх 2000
Змагання з веслування на байдарках і каное в програмі літніх Олімпійських ігор 2000 включають в себе два види дисциплін: слалом та спринтерські гонки. 

## Медальний залік
| Місце                | Країна                | Золото | Срібло | Бронза | Загалом |
| -------------------- | --------------------- | ------ | ------ | ------ | ------- |
| 1                    | Угорщина (HUN)        | 4      | 2      | 1      | 7       |
| 2                    | Німеччина (GER)       | 4      | 1      | 3      | 8       |
| 3                    | Італія (ITA)          | 2      | 0      | 1      | 3       |
| 4                    | Норвегія (NOR)        | 2      | 0      | 0      | 2       |
| 5                    | Словаччина (SVK)      | 1      | 1      | 1      | 3       |
| 5                    | Франція (FRA)         | 1      | 1      | 1      | 3       |
| 7                    | Румунія (ROU)         | 1      | 0      | 2      | 3       |
| 8                    | Чехія (CZE)           | 1      | 0      | 1      | 2       |
| 9                    | Польща (POL)          | 0      | 2      | 2      | 4       |
| 10                   | Болгарія (BUL)        | 0      | 2      | 0      | 2       |
| 10                   | Куба (CUB)            | 0      | 2      | 0      | 2       |
| 12                   | Австралія (AUS)       | 0      | 1      | 1      | 2       |
| 12                   | Велика Британія (GBR) | 0      | 1      | 1      | 2       |
| 12                   | Канада (CAN)          | 0      | 1      | 1      | 2       |
| 15                   | Росія (RUS)           | 0      | 1      | 0      | 1       |
| 15                   | Швеція (SWE)          | 0      | 1      | 0      | 1       |
| 17                   | Ізраїль (ISR)         | 0      | 0      | 1      | 1       |
| Загалом (17 збірних) | Загалом (17 збірних)  | 16     | 16     | 16     | 48      |

## Результати

### Слалом
| Дисципліна                  | Золото                                           | Срібло                                                | Бронза                             |
| --------------------------- | ------------------------------------------------ | ----------------------------------------------------- | ---------------------------------- |
| Каное-одиночки, чоловіки    | Тоні Естанге (FRA)                               | Міхал Мартікан (SVK)                                  | Юрай Мінчик (SVK)                  |
| Каное-двійки, чоловіки      | Словаччина (SVK) Павол Гохшорнер Петер Гохшорнер | Польща (POL) Кшиштоф Коломанський Міхал Станішевський | Чехія (CZE) Марек Їрас Томаш Мадер |
| Байдарки-одиночки, чоловіки | Томас Шмідт (GER)                                | Пол Реткліфф (GBR)                                    | П'єрпаоло Феррацці (ITA)           |
| Байдарки-одиночки, жінки    | Штепанка Гільгертова (CZE)                       | Бриджит Гібаль (FRA)                                  | Анн-Ліз Барде (FRA)                |

### Спринтерські гонки

#### Чоловіки
| Дисципліна                | Золото                                                                 | Срібло                                                     | Бронза                                                                             |
| ------------------------- | ---------------------------------------------------------------------- | ---------------------------------------------------------- | ---------------------------------------------------------------------------------- |
| Каное-одиночки, 500 м     | Дьйордь Колоніч (HUN)                                                  | Максим Опалєв (RUS)                                        | Андреас Діттмер (GER)                                                              |
| Каное-одиночки, 1000 м    | Андреас Діттмер (GER)                                                  | Ледіс Бальсейро (CUB)                                      | Стівен Джайлс (CAN)                                                                |
| Каное-двійки, 500 м       | Угорщина (HUN) Ференц Новак Імре Пулай                                 | Польща (POL) Даніель Єндрашко Павел Барашкевич             | Румунія (ROU) Мітіка Прікоп Флорін Попеску                                         |
| Каное-двійки, 1000 м      | Румунія (ROU) Мітіка Прікоп Флорін Попеску                             | Куба (CUB) Ібрагім Рохас Леобальдо Перейра                 | Німеччина (GER) Штефан Утес Ларс Кобер                                             |
| Байдарки-одиночки, 500 м  | Кнут Гольманн (NOR)                                                    | Петар Мерков (BUL)                                         | Михайло Калганов (ISR)                                                             |
| Байдарки-одиночки, 1000 м | Кнут Гольманн (NOR)                                                    | Петар Мерков (BUL)                                         | Тім Брабантс (GBR)                                                                 |
| Байдарки-двійки, 500 м    | Угорщина (HUN) Золтан Каммерер Ботонд Шторц                            | Австралія (AUS) Деніел Коллінз Ендрю Трім                  | Німеччина (GER) Рональд Рауе Тім Віскеттер                                         |
| Байдарки-двійки, 1000 м   | Італія (ITA) Антоніо Россі Беньяміно Бономі                            | Швеція (SWE) Маркус Оскарссон Генрік Нільссон              | Угорщина (HUN) Крістіан Бартфаї Крістіан Вереб                                     |
| Байдарки-четвірки, 1000 м | Угорщина (HUN) Акош Верецкеї Габор Хорват Золтан Каммерер Ботонд Шторц | Німеччина (GER) Ян Шефер Марк Цабель Б'єрн Бах Штефан Ульм | Польща (POL) Гжегож Котович Адам Серочинський Даріуш Бялковський Марек Вітковський |

#### Жінки
| Дисципліна               | Золото                                                                     | Срібло                                                             | Бронза                                                           |
| ------------------------ | -------------------------------------------------------------------------- | ------------------------------------------------------------------ | ---------------------------------------------------------------- |
| Байдарки-одиночки, 500 м | Йозефа Ідем (ITA)                                                          | Каролін Брюне (CAN)                                                | Катрін Борхерт (AUS)                                             |
| Байдарки-двійки, 500 м   | Німеччина (GER) Бірґіт Фішер Катрін Вагнер-Аугустін                        | Угорщина (HUN) Каталін Ковач Сільвія Сабо                          | Польща (POL) Беата Соколовська Анета Пастушка                    |
| Байдарки-четвірки, 500 м | Німеччина (GER) Бірґіт Фішер Мануела Муке Анетт Шук Катрін Вагнер-Аугустін | Угорщина (HUN) Ріта Кебан Каталін Ковач Сільвія Сабо Ержебет Віскі | Румунія (ROU) Ралука Іоніце Маріана Лімбеу Елена Раду Санда Тома |